# Waldspirale

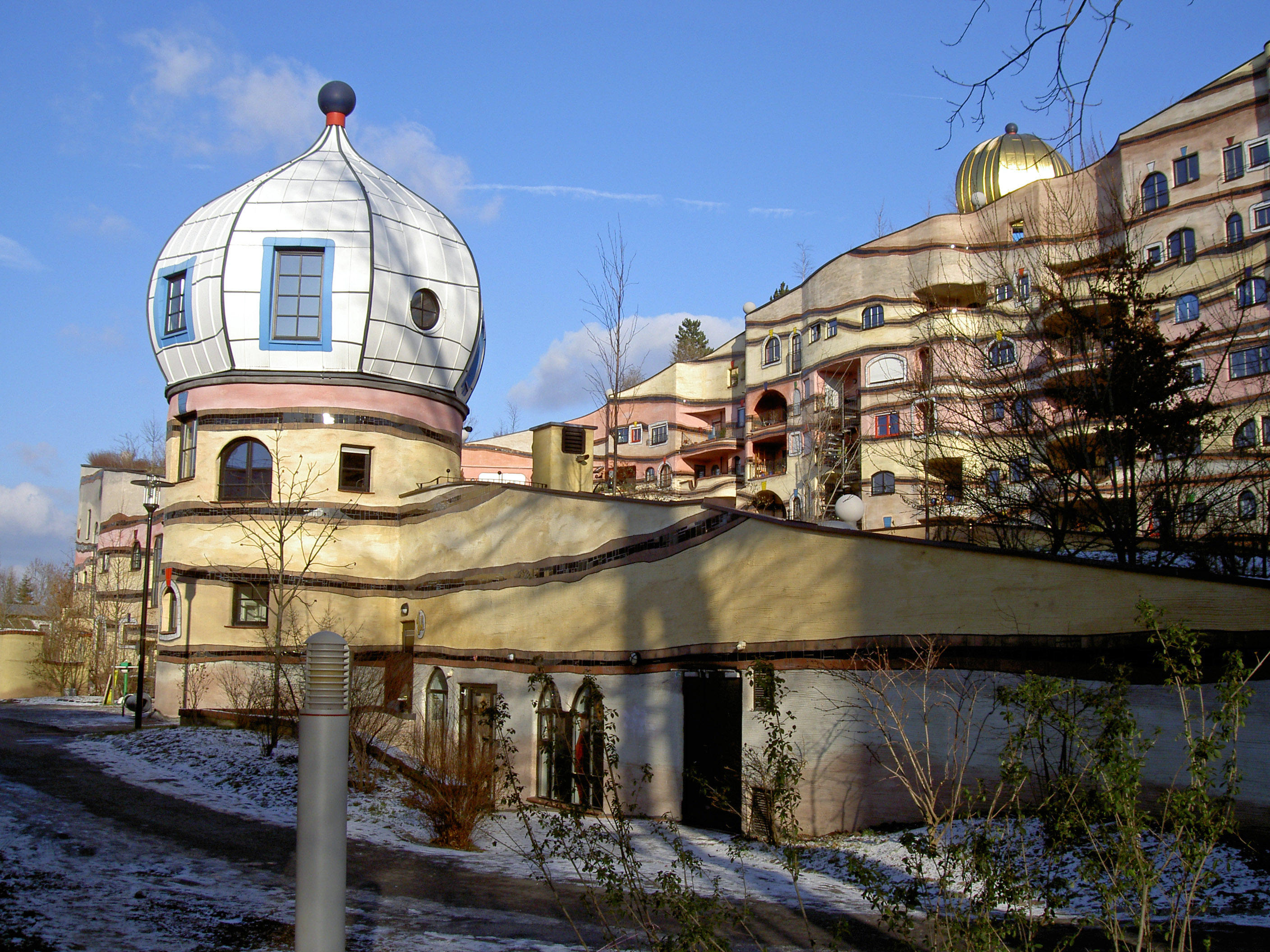
La torre, recuerda las cúpulas rusas.

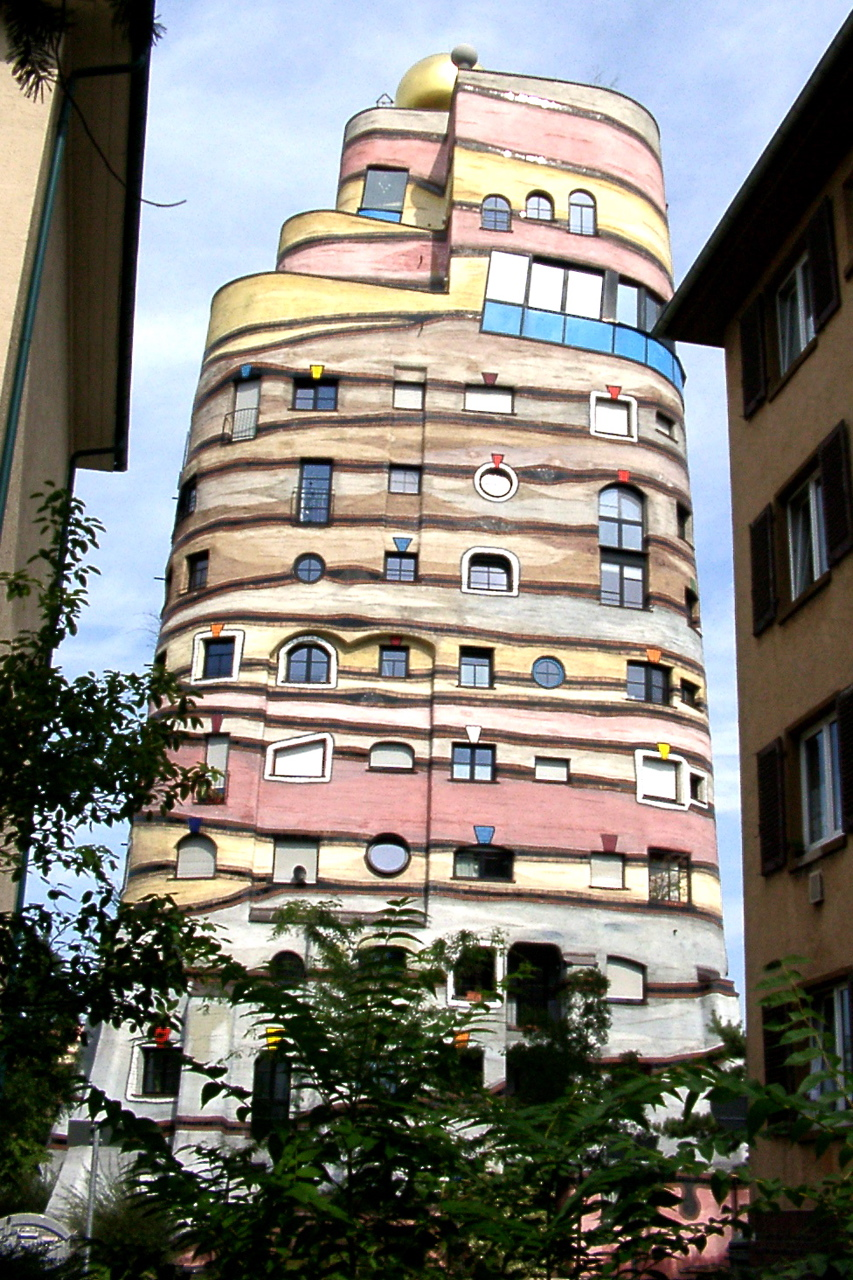
Otra vista del complejo.

Waldspirale es un complejo residencial en Darmstadt, Alemania. Construido en los 1990, el nombre se traduce como "bosque en espiral", reflejando tanto el plano general del edificio así como el hecho de que tiene un tejado verde. Lo diseñó el artista austriaco Friedensreich Hundertwasser, y fue planeado e implementado por el arquitecto Heinz M. Springmann, y construido por la empresa Bauverein Darmstadt. El edificio se completó en el año 2000.

## Descripción
El edificio de apartamentos Waldspirale tiene 105 viviendas, garaje para los residentes así como un café y un bar, estos últimos están en la parte superior de la espiral. El patio interior tiene una zona de juego para los niños residentes y un pequeño lago artificial.
Las peculiaridades del edificio en forma de U son que cuenta con una sola fachada, que no sigue ninguna organización en rejilla, y las ventanas descolocadas, que aparecen como si estuviesen fuera de contexto, todas diferentes y sin ningún orden, y a menudo con tres árboles que salen de las ventanas. El tejado diagonal, plantado con césped, arbustos, flores y árboles, se alza como una rampa a lo largo de la forma de U. En su punto más alto, el Waldspirale tiene 12 plantas.